# 楊嘉運
杨嘉运（1588年—1608年），字振之，號二沚，山东济南府章丘县人，明朝政治人物。

## 生平
万历三十四年（1606年）丙午科山东乡试举人，三十五年（1607年）丁未科進士，吏部觀政，考選翰林院庶吉士，三十六年养病，卒。

## 家族
曾祖杨盈，知县封监察御史。祖父杨选。父杨新甫。母白氏。具庆下。